# پاتریک اوینگ
پاتریک اوینگ (انگلیسی: Patrick Ewing؛ زاده ۵ اوت ۱۹۶۲) یک بازیکن بسکتبال اهل ایالات متحده آمریکا بود.